# 화성 탐사 계획
화성 탐사 계획(Mars Exploration Program, MEP)은 NASA가 자금을 지원하고 주도하는 화성 탐사를 위한 장기적인 노력이다. 1993년에 결성된 MEP는 궤도 우주선, 착륙선, 화성 탐사선을 활용하여 화성의 기후와 천연 자원은 물론 화성 생명체의 가능성을 탐구해 왔다. 이 프로그램은 NASA의 행성 과학 부서의 더그 맥큐이션이 이끄는 과학 임무 부서에서 관리한다. 2013 회계연도에 NASA 예산이 40% 삭감된 결과, MPPG(화성 프로그램 계획 그룹)가 구성되어 MEP를 재구성하고 NASA의 기술, 과학, 인간 운영 및 과학 임무의 리더들을 한자리에 모았다.

## 같이 보기
- 화성 탐사